# Дубок (Новосельское сельское поселение)
Дубок — деревня в Новосельском сельском поселении Сланцевского района Ленинградской области.

## История
Деревня Поддубье упоминается на карте Санкт-Петербургской губернии Ф. Ф. Шуберта 1834 года.

ДУБОК — деревня принадлежит госпоже Бибиковой, число жителей по ревизии: 33 м. п., 29 ж. п. (1838 год)

Как деревня Под Дубье она отмечена на карте профессора С. С. Куторги 1852 года.

ДУБОК — деревня господина Трефурта, Эллиота и Бибиковых, по просёлочной дороге, число дворов — 17, число душ — 55 м. п. (1856 год)

ДУБОК — деревня владельческая при колодце, число дворов — 16, число жителей: 52 м. п., 57 ж. п. (1862 год) 

В XIX — начале XX века деревня административно относилась к Выскатской волости 1-го земского участка 1-го стана Гдовского уезда Санкт-Петербургской губернии.
Согласно Памятной книжке Санкт-Петербургской губернии 1905 года деревня Дубок 1-й входила в 1-е Гверезднинское общество, а деревня Дубок 2-й во 2-е Гверезднинское общество.

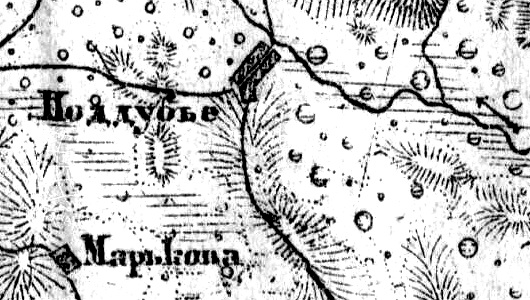
Деревня Дубок на карте 1919 года

Согласно карте Петроградской и Эстляндской губерний 1919 года деревня называлась Поддубье.
В 1917 году деревня находилась в составе Гоголевской волости Гдовского уезда.
С 1918 года, в составе Рудненской волости.
С 1922 года, в составе Дубского сельсовета Доложской волости.
С 1924 года, в составе Гверездненского сельсовета.
С февраля 1927 года, в составе Выскатской волости.
С августа 1927 года, в составе Рудненского района.
С 1928 года, в составе Рудненского сельсовета. В 1928 году население деревни составляло 241 человек.
По данным 1933 года деревня Дубок входила в состав Рудненского сельсовета Рудненского района. С августа 1933 года, в составе Гдовского района.
С января 1941 года, в составе Сланцевского района.
С 1 августа 1941 года по 31 января 1944 года, германская оккупация.
С 1954 года, в составе Новосельского сельсовета.
С 1963 года, в составе Кингисеппского района.
По состоянию на 1 августа 1965 года деревня Дубок входила в состав Новосельского сельсовета Кингисеппского района.
С ноября 1965 года, вновь в составе Сланцевского района. В 1965 году население деревни составляло 122 человека.
По данным 1973 и 1990 годов деревня Дубок входила в состав Новосельского сельсовета.
В 1997 году в деревне Дубок Новосельской волости проживали 38 человек, в 2002 году — 42 человека (русские — 86 %).
В 2007 году в деревне Дубок Новосельского СП проживали 75 человек, в 2010 году — 86 человек.

## География
Деревня расположена в юго-восточной части района на автодороге 41К-020 (Сижно — Будилово — Осьмино).
Расстояние до административного центра поселения — 3 км.
Расстояние до ближайшей железнодорожной платформы Сланцы — 31 км.
Близ деревни протекает река Гверезинка.

## Демография
| 1862 | 2007 | 2010 | 2017 |
| ---- | ---- | ---- | ---- |
| 109  | ↘75  | ↗86  | ↗129 |